# Rómulo D. Carbia
Rómulo D. Carbia (Buenos Aires, 15 settembre 1885 – Buenos Aires, 1º giugno 1944) è stato uno storico argentino.

## Carriera
Studiò presso l'Università di Buenos Aires.
Dall'ottobre 1906 al giugno 1911 lavorò come redattore per un giornale, dove dimostrò il suo talento per il lavoro storico.
In seguito viaggiò a Europa. A Siviglia tenne delle conferenze sulla leggenda nera in ateneo e presso l'Istituto Ibero-americano, il cui direttore all'epoca era Rafael Labra. In Germania conobbe Franz Streicher.
Tornato in Argentina nel 1915, fu nominato direttore della Biblioteca della Facoltà di Arti dell'Università di Buenos Aires, una carica che mantenne fino alla sua morte. Durante il suo mandato, la libreria crebbe da 17.000 a quasi 70.000 documenti; egli migliorò la catalogazione e la gestione. Le sue prime pubblicazioni su temi storici furono un contributo ai libri di storia dell'Argentina. Venne nominato professore presso l'Università Nazionale di La Plata e nel 1929 ricevette il titolo di Dottore Honoris Causa della Facoltà di Lettere e Scienze della Formazione.
Nel 1933 si recò di nuovo a Siviglia, in occasione della sua esposizione della tesi dal titolo La crónica oficial de la Indias Occidentales, il 7 dicembre 1933. La commissione era composta da Jorge Guillén, José María Ots Capdeguí, Juan de Mata Carriazo, Juan Tamayo e José de la Peña. Tornò a Siviglia nel 1935, in qualità di delegato dell'Università Nazionale di La Plata e relatore del XXVI Convegno Internazionale di Americanistica, presieduta da Gregorio Marañón.
Nel 1935 era stato riconosciuto a livello mondiale come storico.

## Opere
- San José de Flores, bosquejo histórico (1906)
- Historia eclesiastica del Río de la Plata (1914)
- La revolución de mayo y la iglesia (1915)
- «El diezmo en el Río de la Plata», Nosotros (1915)
- Lecciones de historia argentina (1917)
- La patria de Cristóbal Colón (1923)
- Los historiógrafos argentinos menores (1924)
- Historia de la historiográfica argentina (1925)
- La superchería en la historia del descubrimiento de América (1929)
- La crónica oficial de las Indias Occidentales (1934)
- Nueva historia del descubrimiento de América (1936)
- La investigación científica y el descubrimiento de América (1937)
- Historia crítica de la historiografía Argentina desde sus orígenes en el siglo XVI (1940)
- Historia de la leyenda negra hispano-américana (1943)